# 足利義制
足利 義制（あしかが よしさだ）は、室町時代中期の武士。第6代将軍・足利義教の次男。出家後は義永と名乗った。

## 概要
永享6年7月25日（1434年8月29日）に将軍・足利義教と側室の宮内卿との間に生まれた。
永享11年（1439年）には、前年の永享の乱で鎌倉公方・足利持氏が敗死していたのを受けて、義教によって義制が新たな鎌倉公方として下向する計画が立案された。そのため、義制は左馬頭に任官され、「若君様鎌倉殿御成」の祝賀も行われている。
しかし、永享12年（1440年）には持氏の遺児である足利春王丸・安王丸が挙兵し、それに呼応した東国武士たちによる結城合戦が発生した。その上、義制の鎌倉公方就任を計画した義教も嘉吉元年（1441年）の嘉吉の変で暗殺され、鎌倉公方の後継者を持氏の子・足利成氏とすることも幕府内で決定されたため、義制の鎌倉公方就任も頓挫し、義制は出家することとなり、義永を名乗って小松谷に住み小松谷殿とも呼ばれた。
長禄2年（1458年）4月19日には、僧侶の身ながら妻帯していたこと、普段の素行が悪かったこと、謀反を計画したことを理由に隠岐国へと流罪となっている。しかし、前年の長禄元年（1457年）7月には、足利成氏による享徳の乱に対処するため、足利義政は足利政知を鎌倉公方とする方針を決定し、義永配流の翌月の5月25日に政知が次期鎌倉公方として関東に下向していることから、それに伴い用済みとなった義永が処分されたとする説がある。